# Octave Landry

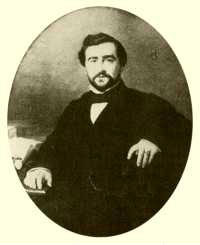
Jean Baptiste Octave Landry de Thézillat

Jean Baptiste Octave Landry de Thézillat (* 10. Oktober 1826 in Limoges; † 1. November 1865 in Paris, nach anderen Angaben bereits im Oktober 1865) war ein französischer Arzt und Neurologe.
Er beschrieb 1859 die nach ihm benannte Landry’sche Paralyse oder Landrysche Lähmung, eine Lähmungsform, die an den Beinen beginnt, sich allmählich weiter aufwärts ausbreitet und sich entweder in der entsprechenden umgekehrten Reihenfolge wieder zurückbildet oder aber zur tödlichen Atem- oder Schlucklähmung führt.

## Leben
Octave Landry studierte in Paris Medizin und war dort zunächst an den Hospitälern Hôtel Dieu und Hôpital Beaujon tätig. Promoviert wurde er 1854. Als Leiter einer Wasserheilanstalt (Établissement hydrothérapeutique) in Auteuil beschäftigte er sich mit Nervenkrankheiten. 1859 veröffentlichte Landry zehn Fälle der Landry-Paralyse und den ersten Band seines Traité complet des paralysies, in dem er drei Typen der Nervenlähmung beschrieb (1: aufsteigend, ohne sensorische Symptome, 2: aufsteigend mit gleichzeitiger Gefühllosigkeit, 3: generalisiert mit sensorischen Aberrationen).
Landry war begeisterter Alpinist, Geologe und Kristallograph. Seine akademische Karriere, die ihm in Paris möglich gewesen wäre, hatte er zugunsten seiner Heirat aufgegeben. Er starb als angesehener Nervenarzt an der Cholera.

## Publikationen
- Considérations générales sur la pathogénie et les indication curatives des maladies nerveuses. Paris 1854 (Digitalisat in der Bibliothèque numérique Medica der Université Paris Cité – Dissertation).
- Recherches sur les causes et les indications curatives des maladies nerveuses. Paris 1855 (Digitalisat auf Gallica).
- De l’emploi du chloroforme et des narcotiques comme agents thérapeutiques et comme moyens de diagnostic dans certaines paralysies. Paris 1857 (Digitalisat in der Bibliothèque numérique Medica der Université Paris Cité).
- Traité complet des paralysies. Paris 1859 (Digitalisat auf Gallica).
- Note sur la paralysie ascendante aiguë. In: Gazette hebdomadaire de médecine et de chirurgie. Band 6, Nr. 31, 29. Juli 1859, S. 472–474 (Digitalisat in der Bibliothèque numérique Medica der Université Paris Cité), und Nr. 32, 5. August 1859, S. 486–488 (Digitalisat in der Bibliothèque numérique Medica der Université Paris Cité).
- Note sur un état nerveux très commun attribué à tort à la congestion cérébrale. Paris 1861 (Digitalisat in der Bibliothèque numérique Medica der Université Paris Cité).